# James Reiher jr.
James William Reiher jr. (Laie, 1 september 1971) is een Amerikaans professioneel worstelaar die vooral bekend is van zijn tijd bij World Wrestling Entertainment als Deuce en Sim Snuka, van 2005 tot 2009, waar hij ook jarenlang een tag team vormde met Domino (Cliff Compton) als Deuce 'n Domino.
Reiher jr. is de zoon van James Reiher, beter bekend als Jimmy Snuka, en de broer van Sarona Reiher.

## In het worstelen
- Finishers
  - Crack 'em in da Mouth (2007-2008)
  - Deuce's Wild

- Kenmerkende bewegingen
  - Jumping heel kick enzuigiri
  - Superfly Twister
  - Cross–armed iconoclasm
  - Inverted hanging figure four necklock
  - Running high knee strike
  - Running jumping fist drop

- Managers
  - Cherry
  - Maryse

## Prestaties
- Deep South Wrestling
  - DSW Tag Team Championship (1 keer met Domino)

- International Wrestling Association
  - IWA Hardcore Championship (1 keer)

- Ohio Valley Wrestling
  - OVW Southern Tag Team Championship (3 keer met Domino)
  - OVW Television Championship (1 keer)

- World Wrestling Entertainment
  - WWE Tag Team Championship (1 keer met Domino)